# Первомайский (Железногорский район)
Первома́йский — посёлок в Железногорском районе Курской области. Входит в состав Разветьевского сельсовета.

## География
Расположен на западе района, в 13 км к юго-западу от Железногорска. Мимо северо-западной окраины посёлка проходит автомобильная дорога А142 «Тросна—Калиновка». Высота над уровнем моря — 219 м. Ближайшие населённые пункты — деревни Клишино и Полозовка (Дмитриевский район).

## История
Основан переселенцами из соседней деревни Клишино. В 1937 году в посёлке был 21 двор. Во время Великой Отечественной войны, с октября 1941 года по февраль 1943 года, находился в зоне немецко-фашистской оккупации. До 2010 года входил в состав Расторогского сельсовета.

## Население
| 1979 | 2002 | 2010 |
| ---- | ---- | ---- |
| 75   | ↘22  | ↘11  |

## Фамилии
Виноходовы, Кашины, Полянские, Соколовы, Шмыгарёвы, Шутеевы, Чекины и другие.